# Рахово (Смоленская область)
Рахово — деревня в Краснинском районе Смоленской области России. Входит в состав Малеевского сельского поселения. Население — 31 житель (2007 год). 
Расположена в западной части области в 19 км к югу от Красного, в 21 км южнее автодороги Р135 (Смоленск - Красный - Гусино), на берегу реки Драгонка. В 39 км северо-западнее деревни расположена железнодорожная станция Гусино на линии Москва — Минск. 

## История
В годы Великой Отечественной войны деревня была оккупирована гитлеровскими войсками в июле 1941 года, освобождена в сентябре 1943 года. . С 2004 по 2023 годы входило в состав Викторовского сельского поселения, а с 2023 входит в состав Малеевского сельского поселения.